# Георгіївська стрічка (акція)

Зображення, що використовується в акції «Георгіївска стрічка»

«Гео́ргіївська стрі́чка» (рос. Георгиевская ленточка) — російська пропагандистська акція, що полягає у роздачі символічних стрічок. Як зазначається організаторами, присвячена святкуванню Дню перемоги у Німецько-радянській війні.
Започаткована 2005 року російськими державними інформаційними агентствами і провладними молодіжними рухами «Студентська громада», «Наші» тощо. Акція стала традиційно проводиться на кошти підприємств і російського бюджету з 24 квітня по 12 травня.
Окрім Росії, така акція проводиться в країнах: Білорусь, Греція, Вірменія, Франція, Італія, Естонія, Велика Британія, США, Німеччина, Молдова, Китай, В'єтнам, Бельгія, Казахстан та Афганістан.
З 2014 року георгіївська стрічка стала символом сепаратизму та проросійських бойовиків в Україні.

## Опис
Акція стартувала за ініціативою керівника російського проекту «Наша Перемога. День за днем» Наталії Лосєвої, директора інтернет-проектів, а пізніше — Першого заступника керівника ОРН (Об'єднана редакція новин) ФГУП РАМИ «РІА Новини».
Організаторами акції є пропагандистський сайт «РІА Новини» і РООСПМ «Студентська громада». ЗМІ вважають, що автором ідеї та акції є особисто Наталія Лосєва, сама Наталя повідомила, що автор — група журналістів.

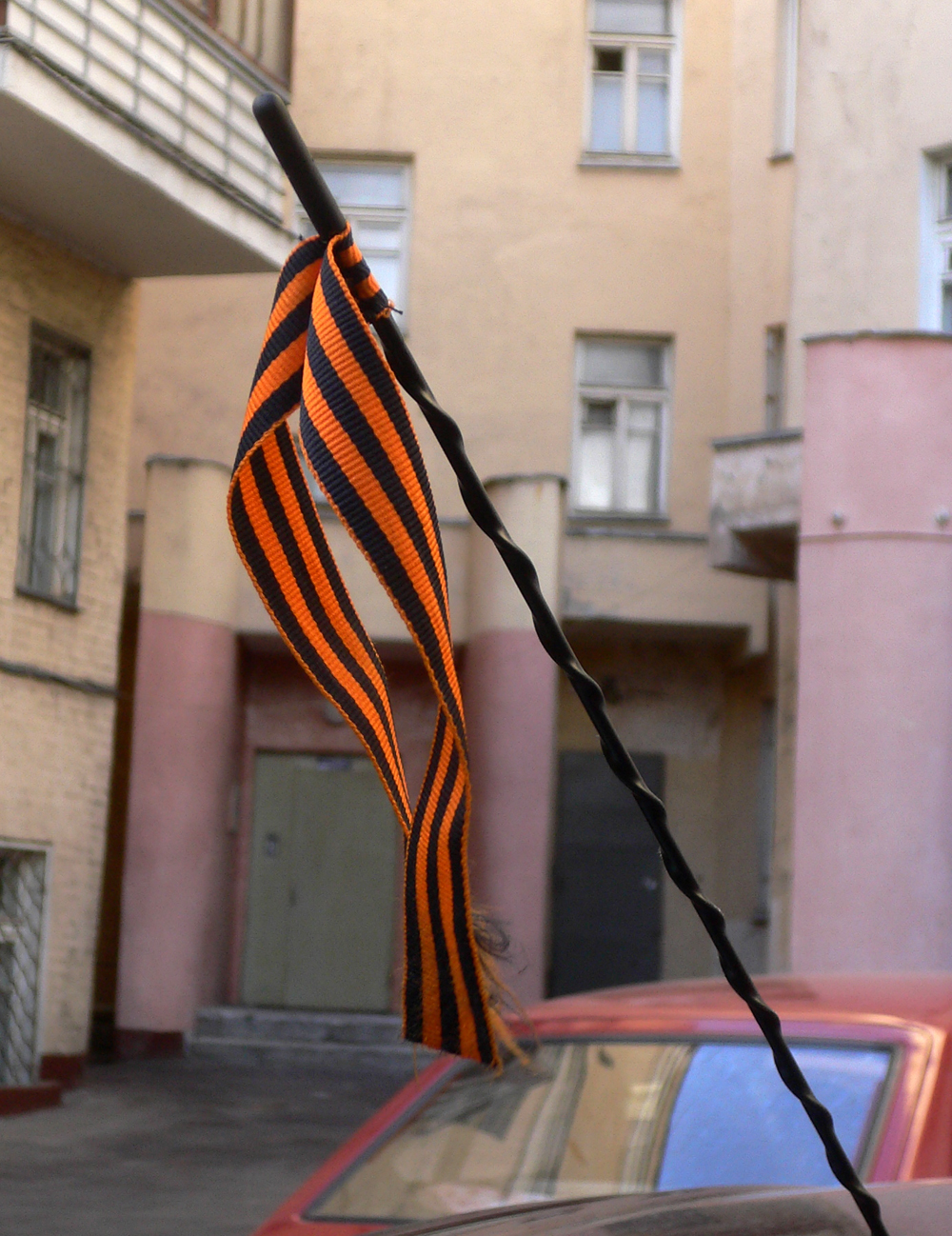
Георгіївська стрічка на антені автомобіля

Регламент використання георгіївських стрічок визначається «Кодексом Георгіївської стрічки», що складається з 10 пунктів. Акція фінансується державою, органами місцевого самоврядування, а також комерційними та іншими організаціями. За ідеєю ініціаторів акції, стрічка повинна поширюватися безкоштовно.
Напередодні 9 травня кожен учасник одягає собі на одяг, руку, сумку або антену автомобіля стрічку.

## Кодекс
1. Акція — некомерційна і неполітична.
2. Мета акції — створення символу свята — Дня Перемоги.
3. Символ — вираз нашої поваги до ветеранів, данина пам'яті полеглим на полі бою.
4. Стрічка не є геральдичним символом. Це символ, репліка біколора Георгіївської стрічки.
5. Не допускається використання в акції оригінальних нагородних Георгіївських або Гвардійських стрічок.
6. Стрічка не може бути об'єктом купівлі-продажу.
7. Стрічка не може служити для просування товарів і послуг. Не допускається використання стрічки як супутнього товару або елемента товарної упаковки.
8. Стрічка розповсюджується безкоштовно. Не допускається видача стрічки відвідувачеві торгового закладу в обмін на покупку.
9. Не допускається використання стрічки в політичних цілях будь-якими партіями чи рухами.
10. Стрічка має один або два написи з адресою сайту і назвою міста чи держави, де вона виготовлена.[12]

## Критика

Допустимість стрічки в країнах:
Офіційно схвалено як основний символ перемоги 1945-го
Офіційно схвалений символ
Негласна заборона чи неприйняття
Заборонений символ
Невідомий статус

### В Україні
В Україні поширенням георгіївських стрічок займаються активісти проросійських організації та заборонених радикальних угруповань. Серед яких партія «Родіна», «Російськомовна Україна», «Донецька республіка», «Донбаська Русь», «Севастополь-Крим-Росія» тощо. З цим пов'язане неоднозначне сприйняття акції громадянами України.
Патриляк Іван Казимирович, директор музею історії Київського університету, вважає: «Здавалося б, мета благородна — вшанувати пам'ять ветеранів війни, але насправді ця стрічка прив'язана вузлом до сьогоднішнього російського історичного наративу і пропагує цінності Великої вітчизняної війни і перемоги радянського народу.»
Ярослав Макитра, політичний аналітик: «2005 року в Росії вперше стартував флешмоб „Георгіївська стрічка“. Щорічне, у квітні-травні, розповсюдження російської імперської символіки є тепер невід'ємною складовою кремлівської пропаганди. Саме 5 років тому, після втрати Грузії та провалу планів взяття під повний контроль України, Кремль розпочав підготовку реваншу. Одним із символів цього процесу, по суті, і стала георгіївська стрічка.»
Анатолій Авдєєв, редактор інтернет газети «Сурма» «Певні кола в Москві та державні діячі вже достатньо давно і наполегливо відроджують культ „вождя всіх народів“ Сталіна, і „георгіївська стрічка“ є одним з елементів в процесі чергового обожнення колись розвінчаного вождя та інструментом в тому процесі. Таким чином зв'язуються воєдино особа Сталіна, міф про велич СРСР і продовження славних традицій Російської імперії, як власне і сама імперська ідея в умах шовіністично налаштованих та простих росіян. Стрічку на лоба і розум відпочиває…»
Олексій Гарань, історик, політолог: «Я розумію, коли ветерани виходять із радянськими орденами, і ми маємо їм низько вклонитися за їхній героїзм (як вклонитися і героям УПА). Але при чому тут георгіївська стрічка? Це ж і є якраз типова путінська політтехнологія.»
Символіку «Георгіївська стрічка» масово видають російським військовослужбовцям, які беруть участь у російському вторгненні в Україну, що розпочалось 24 лютого 2022.

### За кордоном
В Росії висловлюються думки, що останнім часом акція організовується «зверху» і перетворена в «пропутінський флешмоб прокремлівських рухів і партій», в зв'язку чим вона викликала бойкот з боку певної частини російського суспільства.
Досить часто в регіонах Росії організатором акції на місцевому рівні є політичні молодіжні рухи «Молода гвардія» і «Наші», а також Єдина Росія при тому, що стрічку заборонено використовувати в політичних цілях з Кодексу акції.
Російський поет і публіцист Рубінштейн бачить у стрічках «спробу бюрократизації людської пам'яті», сходячись на думці з журналістами радіостанції «Ехо Москви» Є. Кисельовим і А. Плющевим.
Для агітації носіння стрічки зафіксовані випадки використання спаму.
Міжнародна Інтернет-медіа компанія СУП повідомляє, що в Livejournal можна зустріти як прихильників, так і противників акції. Противники акції відмовляються брати участь, на їхню думку, в «кремлівських флеш-мобах», а також бачать неповагу до ветеранів у використанні незаслужено людьми орденського символу.

### Інше
Акція викликала широке розповсюдження даного символу і його неоднозначне використання.
- За інформацією радіостанції «Ехо Москви» стрічка використовується як доповнення до етикетки на пляшках горілки, її вішають на коньяк, на цінники, на собак, на старі німецькі машини. Оформляють в її кольорах вітрини стриптиз -клубів і туалетні кабінки.
- Крім того, критики акції вказують на історичні прецеденти того, коли Георгіївська стрічечка була цілком самостійною нагородою. Зокрема, в обороні Севастополя в 1854—1855 роках кавалери Відзнаки Військового ордена, нагороджені Знаком, але не мали можливість у зв'язку з облогою міста отримати саму нагороду, носили на формі тільки Георгіївську стрічку, і це розцінювалося всіма як аналог нагороди. Під час Першої світової війни 1914—1918 років Георгіївські кавалери у російській армії також носили Георгіївську стрічку в зимовий час поверх борту шинелі.
- Крім того, відомий випадок, коли Георгіївська стрічка стала самостійною нагородою. У грудні 1914 року вона була вручена генерал-лейтенанту О. С. Лукомському за заслуги у проведенні мобілізації до вже наявних у нього ордену Св. Володимира 4-го ступеня. Таким чином, генерал Лукомський став кавалером унікальної нагороди — ордена Св. Володимира на Георгіївській стрічці. Це свідчить про те, що Георгіївська стрічка і сама по собі, без ордена, раніше розцінювалася в Росії як висока нагорода і в цьому світлі її носіння в іншій якості може бути неправомірно.
- В роки Другої світової війни георгієвськими хрестами нагороджували лише в російському корпусі, що воював на боці Третього Рейху. У СРСР використовувалася схожа стрічка, якою отримала назву гвардійської.
- Для України, яка у часи Другої світової війни була об'єктом міжнародних конфліктів, полем бою, джерелом матеріальних ресурсів та людської маси, георгіївська стрічка не може однозначно вважатися національним символом.
- 2007 року у акцію благословив Патріарх РПЦ Алексій II.[37]

## Історія

### 2005
Поширення стрічок вперше проводилося навесні 2005-го а за участю молодіжного руху НАШІ, створеного незадовго до цього адміністрацією президента РФ.

Активісти роздавали стрічки біля станцій метро, торгових центрів або прив'язували їх на антени припаркованих автомобілів. Стрічка стала атрибутом урочистих заходів, традиційних зустрічей з ветеранами в школах столиці, святкових гулянь у багатьох містах РФ. Всього було поширено 800 тис. стрічок. Спонсорами акції виступили «Сьомий континент», «Лукойл» і ін

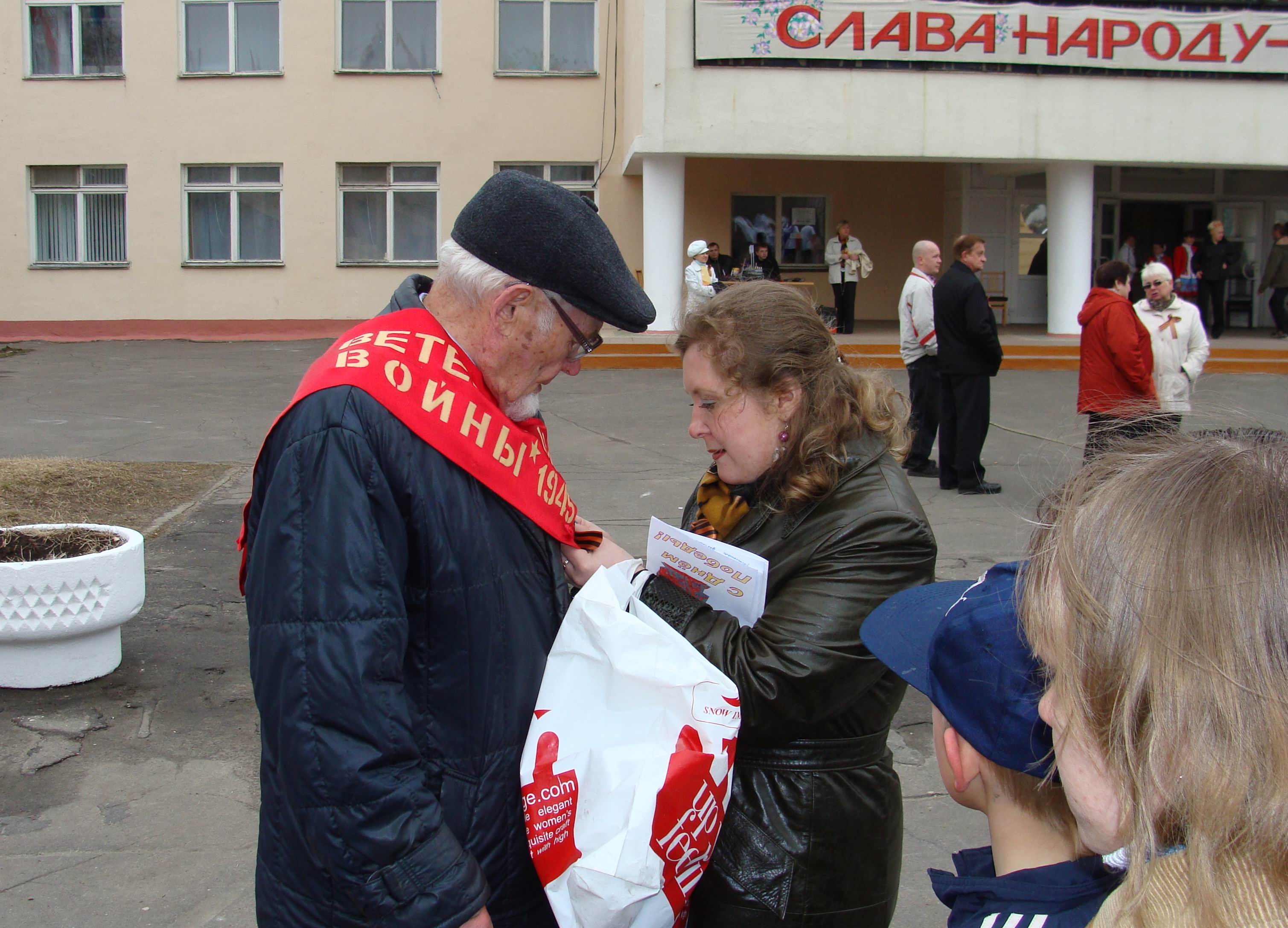
Активістка акції пов'язує стрічку російському ветерану. 2009 р.

### 2006
З ініціативи інтернет-видання From-UA та Центру «Слов'янський світ» акція «Георгіївська стрічка» була вперше проведена в Україні.

### 2007
Акція проходила майже по всіх країнах, де є російські діаспори. Вперше проводилася в Словаччині і Чехії.

### 2008
Естонія заборонила згадувати в ЗМІ акцію «Георгіївська стрічка».

## Законодавча заборона в Україні
12 червня 2017 року Президент України підписав відповідний Закон України про офіційну заборону використання на території України георгіївської стрічки. Закон вступає у силу після оприлюднення у пресі